# Arcidiocesi di Gabula
L'arcidiocesi di Gabula (in latino Archidioecesis Gabulensis) è una sede soppressa del patriarcato di Antiochia e una sede titolare della Chiesa cattolica.

## Storia
Gabula, che l'Annuario Pontificio colloca nei pressi della palude di Djebbul (o Djabbul), è un'antica sede arciepiscopale della provincia romana della Siria Prima nella diocesi civile d'Oriente e nel patriarcato di Antiochia. Come tutte le sedi episcopali di questa provincia, essa dipendeva direttamente dal patriarca di Antiochia, che la elevò, come le altre diocesi della provincia, al rango di sede arcivescovile autocefala, come documentato da una Notitia episcopatuum datata alla seconda metà del VI secolo.
Sono quattro i vescovi certi attribuibili a quest'antica sede episcopale: Bassiano (Bassones), che prese parte al concilio di Nicea nel 325 e forse al sinodo di Antiochia del 341; Mara, menzionato nel 400 o 402 nella vita siriaca di Simeone lo stilita; Pietro, che fu tra i padri del concilio di Calcedonia del 451 e sottoscrisse nel 458 la lettera dei vescovi della Siria Prima all'imperatore Leone dopo la morte di Proterio di Alessandria; e Eusebio, che partecipò alla consacrazione di Severo di Antiochia nel 512.
A questa sede Devreesse attribuisce altri due vescovi, Severo, che fu al concilio di Sardica (343/344), e Stefano, menzionato in un'iscrizione scoperta a Rasm el-Rouz (506/507). Secondo Honigmann, questi due vescovi sono da attribuire, il primo alla diocesi di Diospoli di Tracia e il secondo probabilmente all'arcidiocesi di Anasarta.
Dal 1929 Gabula è annoverata tra le sedi arcivescovili titolari della Chiesa cattolica; la sede è vacante dal 10 ottobre 1980.

## Cronotassi

### Vescovi  e arcivescovi greci
- Bassiano † (prima del 325 - dopo il 341 ?)
- Mara † (menzionato nel 400 o 402)
- Pietro † (prima del 451 - dopo il 458)
- Eusebio † (menzionato nel 512)

### Arcivescovi titolari
- Joseph Attipetty † (29 novembre 1932 - 15 novembre 1934 succeduto arcivescovo di Verapoly)
- Patrick Finbar Ryan, O.P. † (13 aprile 1937 - 6 giugno 1940 succeduto arcivescovo di Porto di Spagna)
- Loudovik Batanian † (10 agosto 1940 - 6 dicembre 1952 nominato arcieparca di Aleppo)
- Pompeo Ghezzi † (25 ottobre 1953 - 17 aprile 1957 deceduto)
- Aurelio Macedonio Guerrero † (25 maggio 1957 - 19 ottobre 1963 deceduto)
- Francis Carroll, S.M.A. † (14 gennaio 1964 - 10 ottobre 1980 deceduto)